# Jules Verne-Magasinet
Jules Verne-Magasinet var en svensk tidskrift, huvudsakligen inriktad på science fiction. Namnet kommer från författaren Jules Verne.
Magasinet gavs ut under flera perioder. Under den första perioden mellan 1940 och 1947 kom magasinet ut en gång per vecka och gick därför under namnet Veckans Äventyr, som kostade 35 öre. Det hade som mest 80 000 läsare. Efterhand minskade antalet läsare liksom andelen science fiction i magasinet. Under perioden anklagades magasinet ofta för att orsaka moraliskt förfall.
Mellan 1969 och 1971 var journalisten Bertil Falk redaktör för magasinet, och gav ut den i avsikt att hitta ett förlag som var villigt att fortsätta utgivningen. Upplagan var under denna period några hundra exemplar.
1972 tog förlaget Askild & Kärnekull över utgivningen och Sam J. Lundwall blev redaktör. Lundwall fortsatte sedan som redaktör medan förlaget bakom skiftade. Mellan 1973 och 1983 var förlaget Delta utgivare, medan Sam J. Lundwall Fakta & Fantasi tog över från 1983. I samband med det senare bytet slogs tidningen samman med Sam J. Lundwalls egen tidskrift Science Fiction Nytt, och bytte namn till Jules Verne-Magasinet. Science Fiction Nytt. 
Det sista tryckta numret (546) gavs ut i november 2010. Det sista numret (554) utkom september 2013 på DVD.